# Seggebruch
Seggebruch település Németországban, azon belül Alsó-Szászország tartományban. Lakosainak száma 1723 fő (2023. december 31.).

## Népesség
A település népességének változása:
| Lakosok száma | 1560 | 1551 | 1536 | 1683 | 1749 | 1723 |
|               | 2016 | 2017 | 2019 | 2021 | 2022 | 2023 |